# Amethysphaerion submetallicum
Amethysphaerion submetallicum är en skalbaggsart som beskrevs av Martins och Dilma Solange Napp 1992. Amethysphaerion submetallicum ingår i släktet Amethysphaerion och familjen långhorningar. Inga underarter finns listade i Catalogue of Life.